# Anisotoma cordifolia
Anisotoma cordifolia är en oleanderväxtart som beskrevs av Edward Fenzl. Anisotoma cordifolia ingår i släktet Anisotoma och familjen oleanderväxter. Inga underarter finns listade i Catalogue of Life.